# Eric Knight
Eric Mowbray Knight (Menston, Yorkshire, Inglaterra, 10 de abril de 1897 – Suriname, 15 de Janeiro de 1943) foi um escritor britânico, criador da personagem Lassie, uma cadela collie que após surgir em seu livro Lassie Come-Home (no Brasil "A Força do Coração"), tornou-se a personagem de vários filmes e séries de TV.

## Biografia
Eric foi o terceiro dos quatro filhos de Frederic Harrison e Marion Hilda (Creasser) Knight, ambos Quakers. Seu pai foi um rico mercador de diamantes que, quando Eric tinha dois anos, foi morto durante a Guerra dos Boers. Sua mãe foi para São Petersburgo, na Rússia, para trabalhar como governanta da família real, e mais tarde se mudou para a América.
Knight teve uma carreira variada, serviu nas forças canadenses durante a Primeira Guerra Mundial, graduou-se na Cambridge School of Latin, em Massachusetts e estudou arte na New York National Academy of design. Seu primeiro interesse foi o trabalho jornalístico. Foi também um respeitado crítico de filmes do Philadelphia Public Ledger. Por algum tempo, foi roteirista de Hollywood, em especial com Frank Capra.
Seu primeiro romance foi “Song on Your Bugles” (1936), sobre os trabalhadores do norte da Inglaterra. Como “Richard Hallas”, escreveu “You Play The Black and The Red Comes Up” (1938). Sua obra “This Above All” foi considerada uma das mais significativas sobre a Segunda Guerra Mundial, foi um best-seller da época, mas, ironicamente, ele seria lembrado para sempre pela sensível história de um garoto e seu collie.
Knight e sua esposa, Jere Knight, criavam collies em sua fazenda em “Pleasant Valley”, Bucks County, Pennsylvania. Seu romance Lassie Come-Home surgiu em 1940, e foi filmada pela MGM em 1943, com Roddy McDowall, aos 15 anos, no papel de Joe Carraclough e o cão-ator Pal no papel de Lassie. O sucesso do romance e do filme acabou gerando várias sequências e séries de TV.
Em 1943, quando era major das Forças Armadas dos EUA, Knight morreu em um acidente aéreo na Guiana Holandesa (atual Suriname).

## Obras principais
- Song on Your Bugles (1936)
- You Play The Black and The Red Comes Up (1938)
- The Happy Land
- Invitation To Life
- The Flying Yorkshireman
- This Above All
- Lassie Come-Home (1940) (“A Força do Coração”)